# Подвелка (община)
Община Подвелка (словен. Občina Podvelka) — одна з общин в північній Словенії. Адміністративним центром є місто Подвелка. Розташована в долині річки Драва.

## Населення
У 2010 році в общині проживало 2570 осіб, 1325 чоловіків і 1245 жінок. Чисельність економічно активного населення (за місцем проживання), 914 осіб. Середня щомісячна чиста заробітна плата одного працівника (EUR), 803,69 (в середньому по Словенії 966.62). Приблизно кожен другий житель у громаді має автомобіль (51 автомобілів на 100 жителів). Середній вік жителів склав 42,4 роки (в середньому по Словенії 41.6).